# Rijswijkse Golfclub
De Rijswijkse Golfclub ligt in de Hoge Broekpolder tussen de Nederlandse plaatsen Rijswijk (Zuid-Holland) en Delft en heeft 18 holes.

## Geschiedenis
Onder het terrein van de golf, aan de kant van de Vliet, liggen de restanten van een middeleeuwse ridderhofstede, die genoemd wordt in een document uit 1466. De Vliet bestond toen nog niet, en de hofstede was door een lange oprijlaan verbonden met de weg van Den Haag naar Delft. Er zijn ook sporen gevonden van Romeinse bewoning.

## De baan

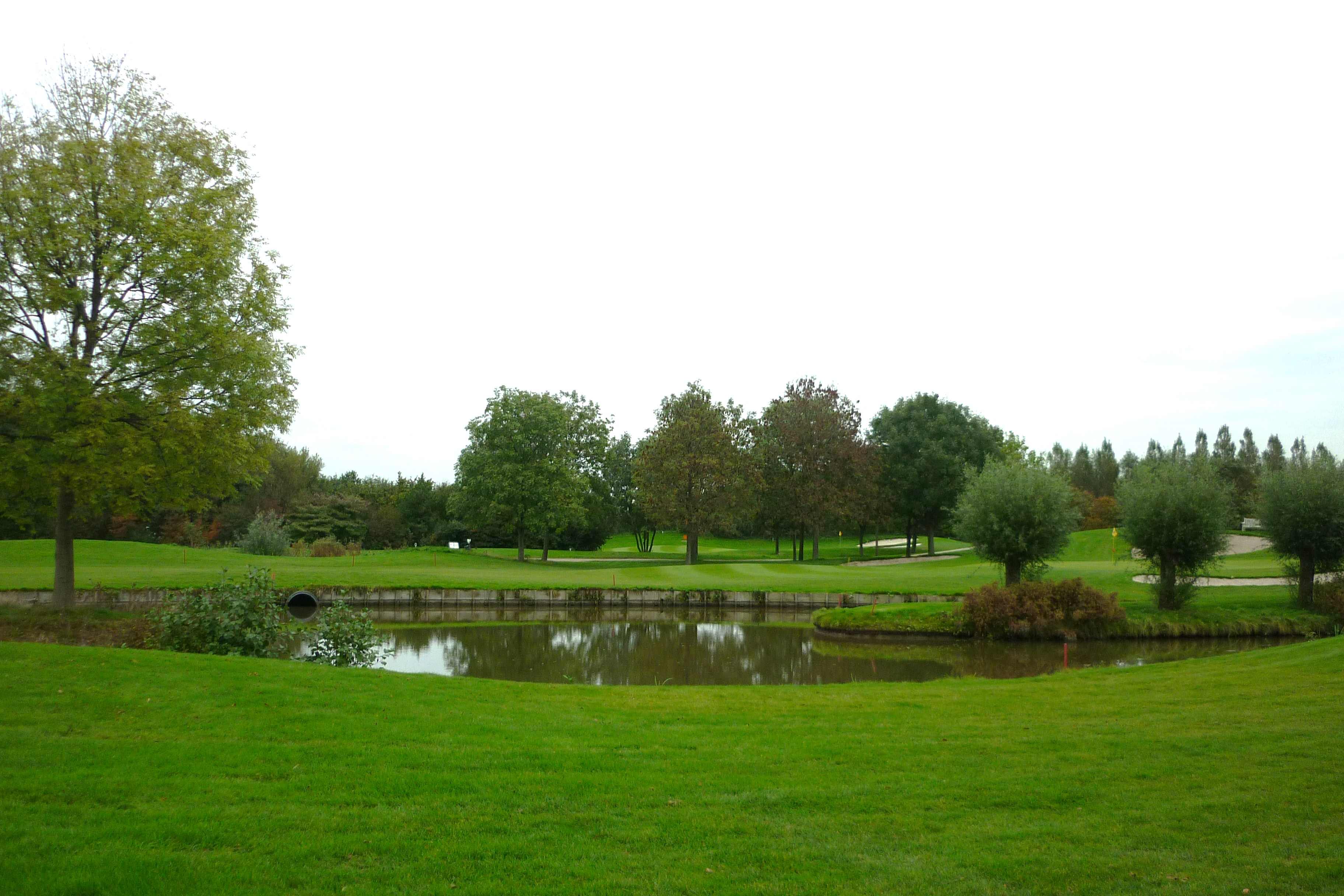
Water naast tee 1

Toen de Rijswijkse golfbaan in 1989 geopend werd waren negen holes bespeelbaar, de andere holes waren een jaar later klaar. De baan is ontworpen door Hans Hertzberger, onder de naam van Donald Steel. Aan het begin was het duidelijk een polderbaan, redelijk vlak met mooie waterpartijen. De meeste bomen werden geplant toen de baan werd aangelegd. Dat is inmiddels bijna vijfendertig jaar geleden en de baan heeft zich nu meer tot een parkbaan ontwikkeld.
In 1995 werd door de leden een ‘bomenplantdag’ georganiseerd. Leden mochten een boom of haag sponsoren en op die dag planten; veel leden gaven gevolg aan die oproep.
In 2007 en in 2010 zijn er veranderingen aangebracht aan de golfbaan, in samenwerking met Alan Rijks.
Op 20 augustus 2010 is het nieuwe clubhuis officieel geopend. Het is ruimer, het restaurant en het terras zijn op de eerste verdieping hetgeen beter uitzicht op de baan geeft. De afslagplaatsen van de driving range zijn aan het clubhuis verbonden zodat er ook vanaf de eerste verdieping ballen kunnen worden geslagen.

## De golfclub
De club werd in 1987 opgericht en de baan werd op 23 september 1989 door Prins Bernhard geopend. Het was een van de eerste clubs waar nieuwe leden een aandeel moesten kopen om lid te worden. Bij vertrek werden dat aandeel door de club weer ingenomen.
De Delftse Studenten Golfclub DSGC heeft op Rijswijk haar homecourse. De studenten mogen tegen een gereduceerd tarief lid worden van de Rijswijkse als zij bereid zijn als marshal de club te helpen.

## Open wedstrijden
Tweemaal werd het Ladies Open op Rijswijk gespeeld. In 1992 werd het gewonnen door Valérie Michaud. In 1993 was Corinne Dibnah (Australië) winnares.
In 1997 werd voor het eerst het Rijswijks Jeugd Open georganiseerd. Traditioneel wordt die wedstrijd op Hemelvaartsdag georganiseerd. Vroegere winnaars zijn o.a. Joost Luiten, die de Jeugd Open in 2003 won.

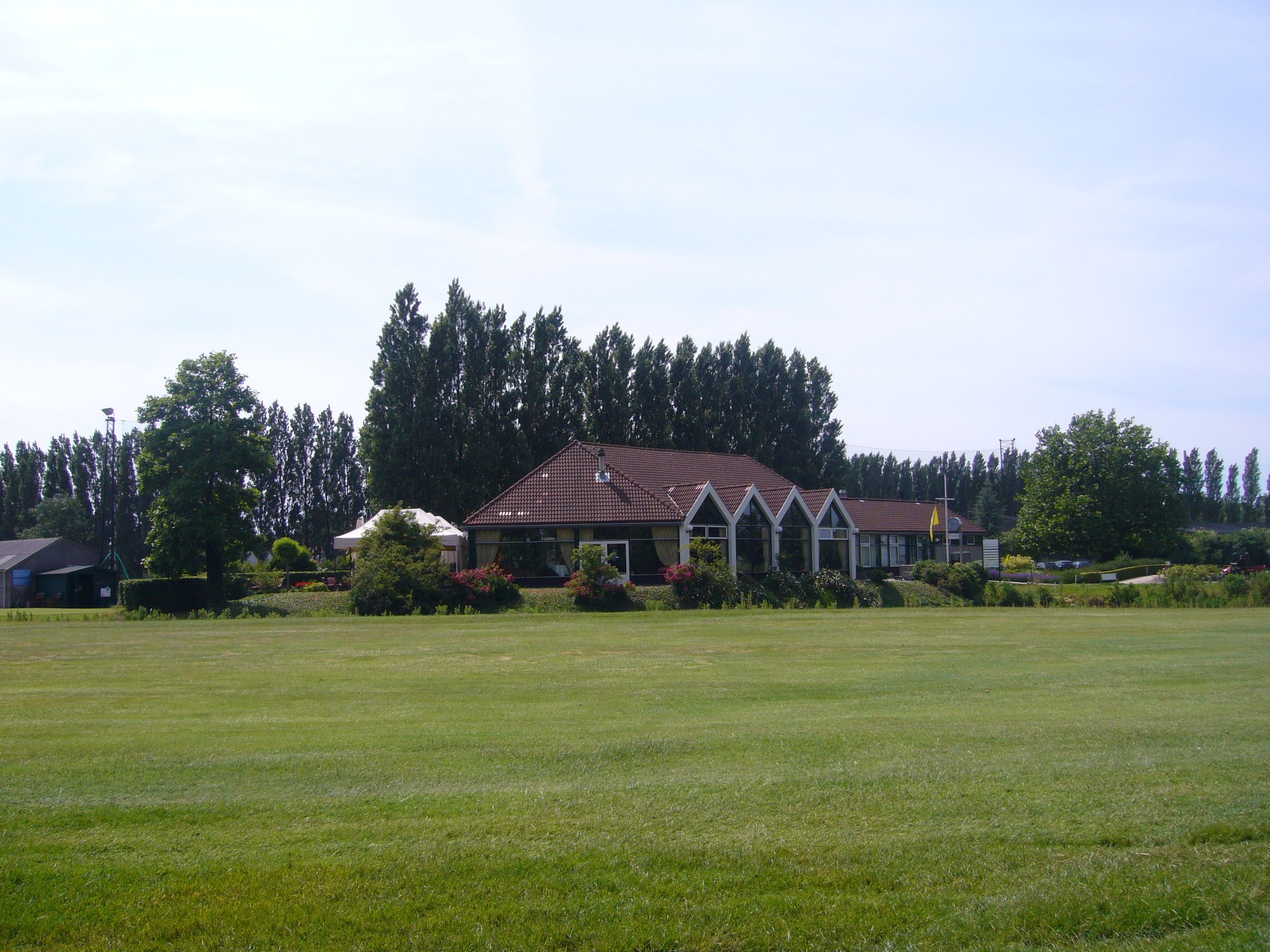
Oude clubhuis